# Варгас, Хавьер
Хавье́р Ва́ргас Руэ́да (исп. Javier Vargas Rueda; род. 22 ноября 1941, Гвадалахара) — мексиканский футболист, игравший на позиции вратаря.

## Биография

### Клубная карьера
Варгас, в течение 11 сезонов, играл за клуб «Атлас», в составе которого в 1968 году выиграл Кубок Мексики и в 1972 году выиграл Второй дивизион. Затем он играл за «Толуку» (1972—1973), «Сан-Луис» (1973—1974), после чего вернулся в родной клуб «Атлас», где отыграл один сезон.
Его последним клубом в карьере стал «Халиско», в котором он отыграл четыре сезона и закончил карьеру.

### Международная карьера
В составе сборной Мексики принимал участие на чемпионате наций КОНКАКАФ 1965 года (золото) и чемпионате наций КОНКАКАФ 1967 года (серебро). В составе сборной Мексики был участником чемпионата мира 1966 года, но на турнире не сыграл ни одного матча.
В составе национальной сборной играл на Панамериканских играх 1967 года, на которых мексиканцы стали чемпионами. Был основным вратарём на Олимпийских играх 1968 года, на котором мексиканцы заняли итоговое 4-е место. Всего за сборную Мексики сыграл 17 матчей.

## Достижения
«Атлас»
- Обладатель Кубка Мексики (1) : 1967/68

 Мексика
- Чемпион наций КОНКАКАФ (1) : 1965
- Чемпион Панамериканских игр (1) : 1967